# Kvam
Kvam este o comună din provincia Vestland, Norvegia.